# Чугуду-де-Жос
Чугуду-де-Жос (рум. Ciugudu de Jos) — село у повіті Алба в Румунії. Входить до складу комуни Уніря.
Село розташоване на відстані 286 км на північний захід від Бухареста, 40 км на північ від Алба-Юлії, 41 км на південь від Клуж-Напоки.

## Населення
За даними перепису населення 2002 року у селі проживали 377 осіб. Рідною мовою 376 осіб (99,7%) назвали румунську.
Національний склад населення села:
| Національність | Кількість осіб | Відсоток |
| -------------- | -------------- | -------- |
| румуни         | 304            | 80,6%    |
| цигани         | 73             | 19,4%    |